# Tatsuya Nakamura (Musiker, 1945)
Tatsuya Nakamura (jap. 中村 達也, Nakamura Tatsuya; * 2. Januar 1945 in der Präfektur Tochigi) ist ein japanischer Jazzmusiker (Schlagzeug, Komposition).

## Leben und Wirken
Nakamura begann mit 16 Jahren auf der Highschool mit dem Schlagzeugspiel. 1974 zog er nach New York, um dort Unterricht bei Roy Haynes zu nehmen. Er legte 1976 mit seinem Quartett, das aus Ted Daniel, Oliver Lake und Richard Davis bestand, das Album Song of Pat vor, um dann nach Japan zurückzukehren. 1977 nahm er mit Keizo Inoue und Kaoru Abe ein Livealbum auf (Live at 八王子アローン). 1978 gab er in Japan mit Joseph Bowie und Daniel Konzerte; auch holte ihn Kiyoshi Sugimoto zu Plattenaufnahmen. 1979 nahm er sein Album Where is the Quater für CBS/Sony auf, um dann wieder länger in New York zu arbeiten. Dort gehörten neben Davis George Adams und Hugh Lawson zu seinem Quartett, mit dem er 1980 das Album Rip-Off einspielte, das im Folgejahr bei Victor erschien. 1988 nahm er wiederum in New York mit George Adams auf (Ole); im Folgejahr gab er in Tokio Konzerte mit dem Bassisten Richard Davis und den Pianisten Masahiko Satoh und Masaru Imada. Zwischen 1990 und 1998 leitete Nakamura die New York Unit (mit dem Pianisten John Hicks und wiederum mit Davis am Bass), mit der er jährlich mit Solisten wie Adams, Hannibal Marvin Peterson, Javon Jackson oder James Carter durch Japan tourte und mehrere Alben veröffentlichte, zuletzt 2003 (nur im Trio) das Album Besame Mucho. Mit seiner Japan Jazz Unit veröffentlichte er 2012 das Album Jazz in Now Power. 2014 erschien das kollaborative Album Bibliophina mit Masakatsu Takagi, Yoshie Nakano und Chie Morimoto und das Album Interconnection mit Ted Daniel’s Energy Module.
Nakamura war auch auf Tourneen in Australien, Indonesien und Deutschland; 2004 stellte er sein Quartett Japan Jazz Unit (mit dem Tenorsaxophonisten Suetoshi Shimizu, dem Pianisten Teruaki Ueno und dem Bassisten Kazutero Harada) im Senegal und der Türkei vor.